# Cornau
Cornau ist ein Ortsteil der Gemeinde Drebber in der Samtgemeinde Barnstorf im niedersächsischen Landkreis Diepholz. In Cornau lag die 1369 erstmals erwähnte Burg Cornau der Grafen von Diepholz.

## Geographie und Verkehrsanbindung
Der Ort liegt im nordöstlichen Bereich der Gemeinde Drebber zu beiden Seiten der Bundesstraße 51. Nördlich des Ortes verläuft die Kreisstraße 51. Am südlichen Ortsrand fließt die Dadau, die unweit südöstlich in die Hunte mündet. 

## Sehenswürdigkeiten
In der Liste der Baudenkmale in Drebber sind für Cornau vier Baudenkmale aufgeführt:
- Die Hofanlage ‚Im Flecken 7‘, bestehend aus Wohn-/Wirtschaftsgebäude, Scheune, Mühle und Backhaus